# 朱鹏年
朱鹏年 (英語：Benjamin Thomas Chu, 1932年3月3日—) 是一位美国华人化学家，主攻纳米复合材料和医用可降解生物高分子领域。

## 生平
1932年出生，在上海和香港读完高中后前往美国，1953年考入圣诺伯特学院并申请到奖学金，1959年毕业于康奈尔大学博士，并担任彼得·德拜的研究助教。1962年任教于堪萨斯大学，1968年任教于石溪大学，同年得到古根海姆奖，1992年被评为杰出教授。1976年和1992年两次申请到德国洪堡基金会颁发的洪堡研究奖，1992年被选为美国物理学会会士。